# Lenguas kra-dai
Las lenguas kra-dai o tai-kadai son una familia de lenguas del Sudeste Asiático. Antiguamente considerada parte de las lenguas sino-tibetanas, son consideradas hoy en día como una familia independiente por la mayor parte de lingüistas. Se ha especulado una relación con las lenguas austronesias, incluso se ha propuesto su pertenencia a la macrofamilia austro-tai (más, especulativamente, esta familia podría ser de una hipotética macrofamilia áustrica).
Las lenguas kra-dai se originaron en el sur de China, que es la cuna de la mayoría de las subfamilias del grupo. Hablantes de lenguas tai se desplazaron hacia el sudeste asiático en tiempos históricos, fundando naciones que más tarde se convertirían en Tailandia y Laos. Alrededor de 93 millones de personas hablan idiomas Kra-Dai, el 60% de los cuales habla tailandés. Ethnologue enumera 95 idiomas en la familia, con 62 de estos en la rama tai.

## Origen

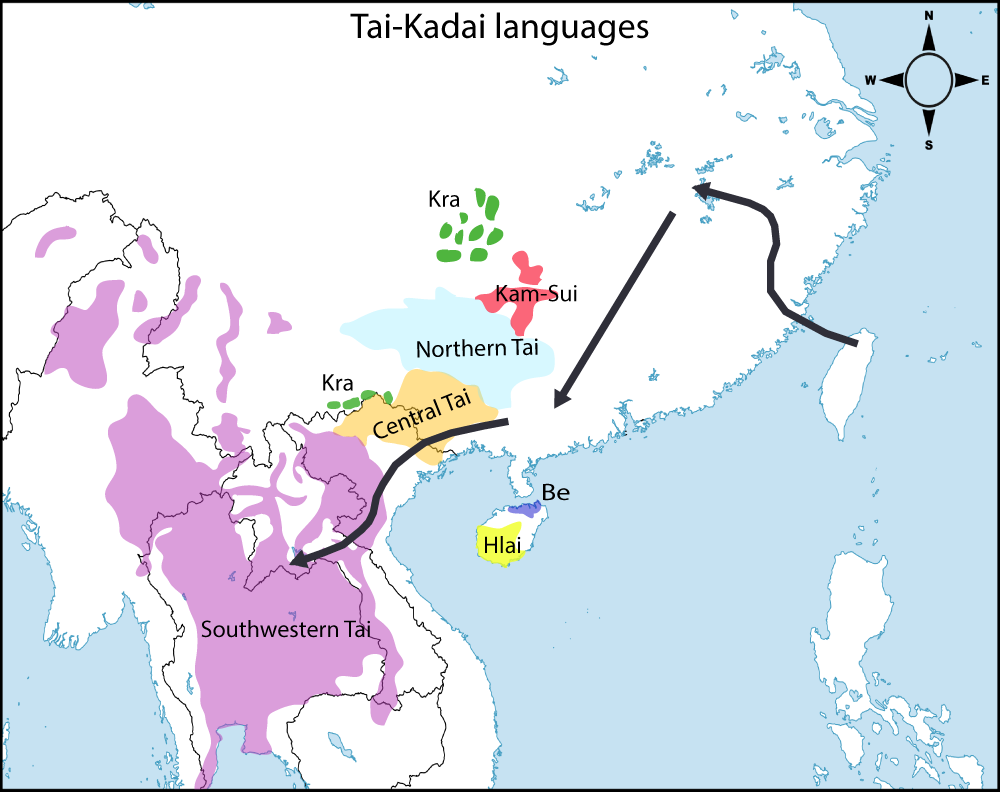
Ruta de migración Tai-Kadai según la Hipótesis del Noreste al Suroeste de Matthias Gerner.

James R. Chamberlain (2016) propone que la familia lingüística Tai-Kadai (Kra-Dai) se formó ya en el siglo XII a. C. en el centro de la cuenca del Yangtsé, coincidiendo aproximadamente con el establecimiento del Chu y el comienzo de la dinastía Zhou. La gran diversidad de lenguas kra-dai en el sur de China apunta al origen de la familia lingüística kra-dai en el sur de China. Las rama Tai se desplazaron hacia el sur, hacia el sudeste asiático, solo alrededor del año 1000 de nuestra era.Los análisis genéticos y lingüísticos muestran una gran homogeneidad entre los hablantes de Kra-Dai en Tailandia.
Aunque la posición del kra-dai en relación con el austronesio sigue siendo discutida, algunos proponen que el kra-dai y el austronesio están genéticamente conectados, en una putativa familia austro-tai. Weera Ostapirat (2005) estableció una serie de correspondencias sonoras regulares entre ellos, asumiendo un modelo de escisión primaria entre ambos; serían entonces ramas coordinadas de la macrofamilia austro-tai. Weera Ostapirat (2013) sigue manteniendo que el Kra-Dai y el austronesio son lenguas hermanas, basándose en algunas correspondencias fonológicas. 
Por otro lado, Laurent Sagart (2008) propone que el Kra-Dai es una forma posterior del FATK, una rama del austronesio perteneciente al subgrupo Puluqic desarrollado en Taiwán, cuyos hablantes emigraron de vuelta al continente, tanto a Guangdong, Hainan y el norte de Vietnam alrededor de la segunda mitad del tercer milenio a. C.. A su llegada a esta región, se sometieron a un contacto lingüístico con una población desconocida, lo que resulta en una relexificación parcial del vocabulario FATK. Si la teoría de Sagart de que el Kra-Dai es un subgrupo del proto-austronesio que emigró de Taiwán y regresó a las regiones costeras de Guangdong, Guangxi, Hainan, y (posiblemente) Vietnam es correcta, simplemente no habrían tenido un desarrollo parecido a nada como el destino de otras lenguas proto-austronesias que emigraron de Taiwán a las Filipinas y otras islas del sudeste asiático. Además de varias evidencias concretas de la existencia del kra-dai en la actual Guangdong, se pueden encontrar restos de lenguas kra-dai habladas más al norte en materiales inscripcionales desenterrados y subestratos no han en min- y chino wu.
Wolfgang Behr (2002, 2006, 2009, 2017) indica que la mayoría de las palabras no-Siniticas en las inscripciones en bronce de Chu son de origen Kra-Dai. Por ejemplo, el grafo Chu para "uno" escrito como  (? < OC *nnəŋ) en la cuenta de bronce E jun qijie 鄂君啟筯 y en inscripciones en bambú de los Estados Combatientes, que representa una palabra areal Kra-Dai; compara con el proto-Tai *hnïŋ = *hnɯŋ (Siamese 22nɯŋ, Dai 33nɯŋ, Longzhou nəəŋA etc.) "uno".
A principios de la década de 1980, Wei Qingwen (韦庆稳), un lingüista Zhuang, propuso que el lenguaje antiguo Yue registrado en la "Canción del barquero Yue" es de hecho un idioma ancestral del Zhuang. Wei usó chino antiguo reconstruido para los caracteres y descubrió que el vocabulario resultante mostraba un gran parecido con el Zhuang moderno. Más tarde, Zhengzhang Shangfang (1991) siguió la idea de Wei pero utilizó la escritura tailandesa para comparar, ya que esta ortografía data del siglo XIII y conserva arcaísmos que no se encuentran en la pronunciación moderna. Zhengzhang señala que 'tarde, noche, oscuridad' lleva el tono C en Wuming Zhuang xamC2  y ɣamC2 'noche'. El elemento "raa" normalmente significa "nosotros inclusivos", pero en algunos lugares, p. Tai Lue y White Tai 'I'. Sin embargo, Laurent Sagart critica la interpretación de Zhengzhang como anacrónica, porque por muy arcaica que sea la escritura tailandesa, el idioma tailandés solo se escribió 2000 años después de que se grabara la canción; incluso si las Proto-Kam-Tai hubieran surgido en el siglo VI a. C., su pronunciación habría sido sustancialmente diferente de la tailandesa. 

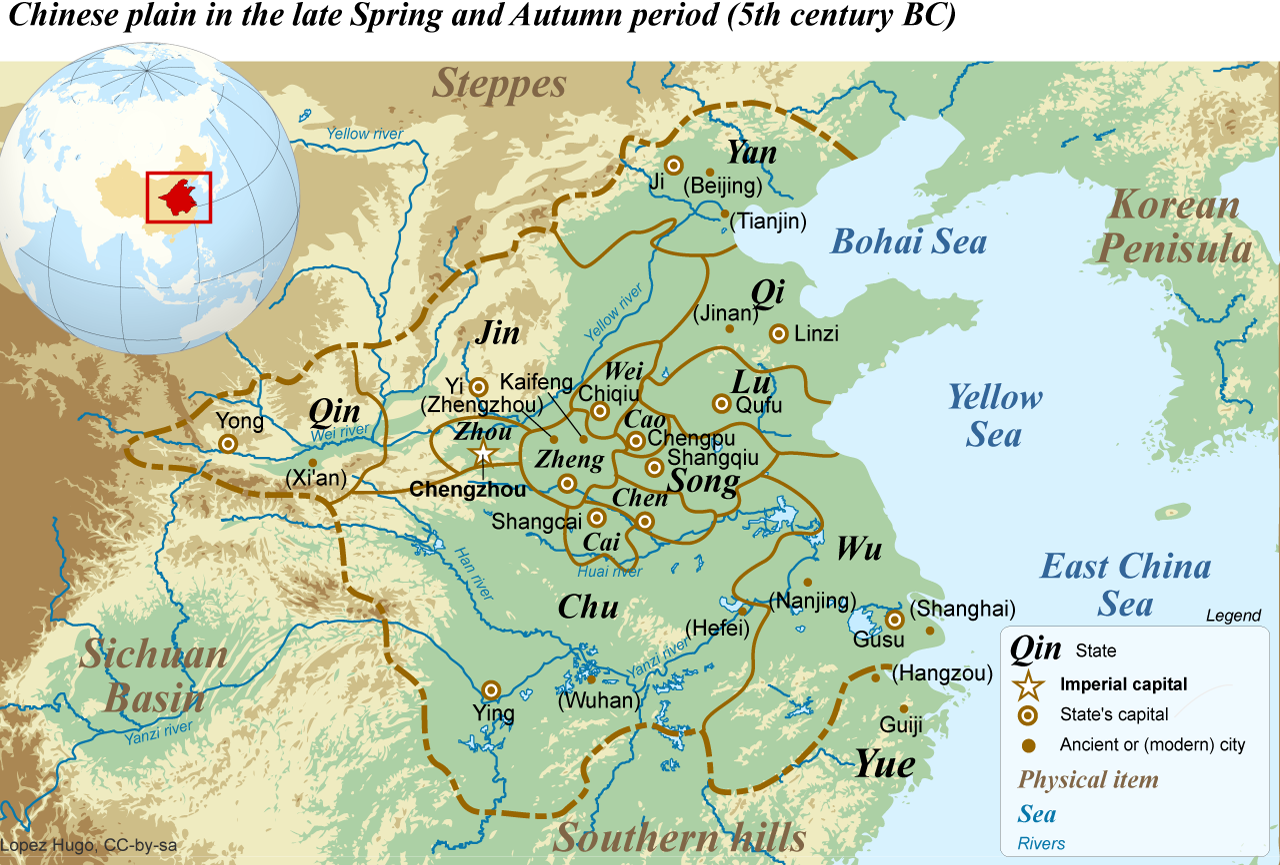
Mapa de la llanura china al comienzo del período de los Reinos Combatientes en el.

## Clasificación de las lenguas del grupo
Las lenguas kra–dai se subdividen en cinco ramas:
- Lenguas hlai (2)
  - Jiamao (China)
  - Hlai (China)

- Lenguas kadai (kra) (9)
  - Lenguas bu-rong (1)
    - Yerong (China)

  - Lenguas ge-chi (3)
    - Gelao  (Vietnam)
    - Lachi  (Vietnam)
    - Lachi blanco (Vietnam)

  - Lenguas yang-biao (5)
    - Buyang (China)
    - Cun (China)
    - En (Vietnam)
    - Laqua (Vietnam)
    - Laha (Vietnam)

- Lenguas kam-tai (49)
  - Lenguas be-tai (49)
    - Lenguas be (1)
      - Lingao (China)

    - Lenguas tai-sek (48)
      - Lenguas sek (1)
        - Saek (Laos)

- Lenguas tai (47), ver artículo propio

- Lenguas kam-sui (9)
  - Ai-Cham (China)
  - Cao Miao (China)
  - Dong septentrional (China)
  - Dong meridional (China)
  - Mak (China)
  - Mulam (China)
  - Maonan (China)
  - Sui (China)
  - T'en (China)
  - Lenguas lakkja (1)
    - Lakkia (China)

## Características comunes

### Fonología
Fonológicamente las sílabas de las lenguas kra-dai son relativamente simples admitiendo grupos consonánticos complicados sólo en el ataque silábico. El núcleo silábico puede estar formado por una vocal breve, un diptongo o una vocal larga. La coda silábica o final de sílaba suele ser sencilla y está normalmente formada como mucho por una nasal o una oclusiva no-relajada. Además de esas características cada sílaba puede tener un tono, por ejemplo en el tailandés de Bangkok existen cinco tonos distintivos:
(bajo) màak 'areca' / (medio) maa 'venir' / (alto) máa 'caballo'
(descendente) mâak 'mucho' / (ascendente) mǎa 'perro'
Para el proto-tai se han reconstruido tres tonos diferentes.

### Gramática
Las lenguas kra-dai tienden a ser lenguas aislantes formadas por raíces monosilábicas en su mayor parte, aunque existen también palabras polisilábicas (especialmente abundantes son los préstamos del sánscrito en camboyano). En general, no existe flexión aunque sí derivación, que se da sobre todo mediante composición, como en los siguientes ejemplos del tailandés:
nâa-taa (lit. cara-ojo) 'rostro'
kèp-kìw (lit. recoger-cortar) 'vendimiar'
La reduplicación total o parcial también es un fenómeno frecuente:
dii 'bueno' / díi-dii 'muy bueno'
sànuk-sanâan 'disfrutar uno mismo' / sanuk 'divertirse'
En cuanto a la morfología las lenguas kra-dai usan extensivamente prefijos y la composición para la formación de nuevas palabras. También al igual que las lenguas sino-tibetanas usan clasificadores nominales junto a los numerales y otros demostrativos. También comparten con las lenguas sino-tibetanas el rasgo tipológico de que existe poca o ninguna diferencia entre las formas que hacen de adjetivo y los verbos estativos. Las frases interrogativas e imperativas frecuentemente usan ciertas partículas gramaticales al final de la frase.

### Comparación léxica
Los numerales reconstruidos para diferentes grupos de lenguas kra-dai son:
| GLOSA | PROTO- HLAI[26] | PROTO- KRA[27] | Kam-Tai           | Kam-Tai            | Kam-Tai        | PROTO- TAI- KADAI[28] |
| GLOSA | PROTO- HLAI[26] | PROTO- KRA[27] | PROTO- LAKKIA[29] | PROTO- KAM-SUI[30] | PROTO- TAI[31] | PROTO- TAI- KADAI[28] |
| ----- | --------------- | -------------- | ----------------- | ------------------ | -------------- | --------------------- |
| '1'   | *tɕʰɯː          | *tʂəmC         | *ʔŋinC1           |                    | *nɯːŋB         | *(C)itsɤː             |
| '2'   | *hluːʔ          | *saA           | *houC1            | *hraA1             | *soːŋA         | *saː                  |
| '3'   | *ʧʰwuʔ          | *tuA           | (*saːmA1)         |                    | (*saːm)        | *                     |
| '4'   | *ʧʰaːwʔ         | *pəA           | (*seiB1)          |                    | (*siːB)        | *                     |
| '5'   | *hmaː           | *r-maA         | (*ʔŋɔC2)          | (*ŋuC2)            | *haːC          | *-maː                 |
| '6'   | *hnom           | *h-nəmA        | (*lɔkD2)          | (*ljukD2)          | (*krokD)       | *h-nVm                |
| '7'   | *tʰuː           | *t-ruA         | (*tʰetD1)         |                    | (*cetD)        | *                     |
| '8'   | *ruː            | *m-ruA         | (*paːtD1)         | (*pjaːtD1)         | (*peːtD)       | *-ru                  |
| '9'   | *C-βɯːʔ         | *s-ɣwaB        | (*tseuC1)         |                    | (*kɤwC)        | *                     |
| '10'  | *fuːt           | *pwlotD        | (*dzepD2)         |                    |                |                       |
Muchos numerales del proto-tai y proto-lakkia a partir del 3 son préstamos de lenguas sinotibetanas, todos ellos se han puesto entre paréntesis.

## Hipótesis sobre las relaciones externas

### Austro-Tai

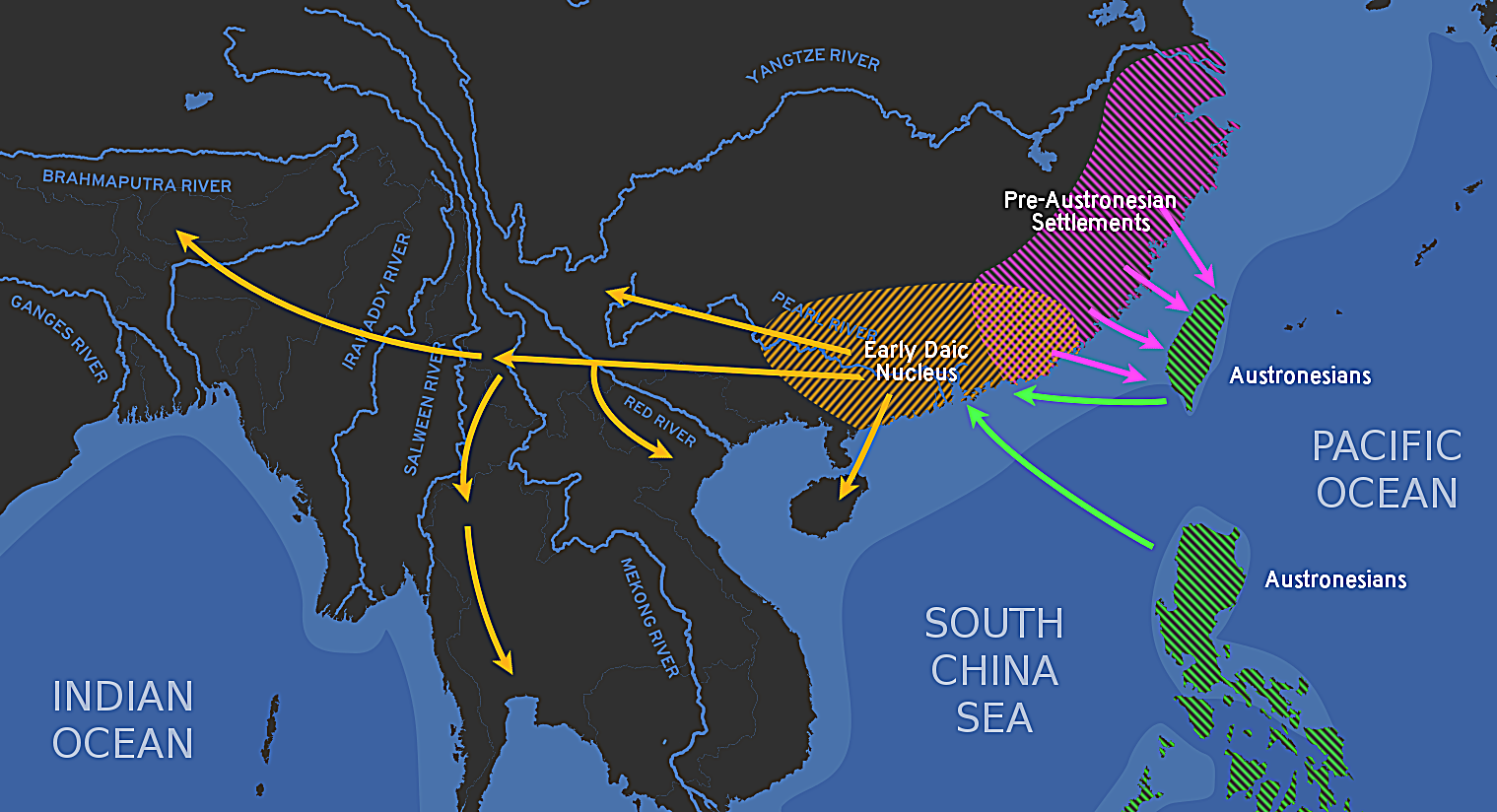
Génesis propuesta de las lenguas daicas y su relación con las lenguas austronesias (Blench, 2018).

Varios estudiosos han presentado pruebas de que Kra-Dai puede estar relacionado con, o incluso ser una rama de la Familia de lenguas austronesias. Hay una serie de posibles cognados en el vocabulario básico que muestran correspondencias sonoras regulares. Entre los defensores, todavía no hay acuerdo sobre si son un grupo hermano del austronesio en una familia llamada Austro-tai, una migración posterior de Taiwán al continente o una migración posterior de Filipinas a Hainan durante la expansión austronesia.
La inclusión de japonés en la familia austro-tai, como propuso Paul K. Benedict a finales del siglo XX, no cuenta con el apoyo de los actuales defensores de la hipótesis austro-tai.

### Sino-Tai
Antiguamente se consideraba que las lenguas kra-dai formaban parte de la familia sino-tibetana, en parte porque contienen un gran número de palabras similares a las lenguas sino-tibetanas. Sin embargo, los estudiosos occidentales suelen considerar que se trata de préstamos siníticos y señalan que las palabras del vocabulario básico de las lenguas kra-dai a menudo tienen cognados con lenguas austronesias. Fuera de China, las lenguas kra-dai se clasifican actualmente como una familia independiente. En China, se denominan lenguas Dong-Tai (侗台) o Zhuang-Dong (壮侗) y generalmente se incluyen, junto con las lenguas hmong-mien, en la familia sino-tibetana.

### Hmong-Mien
Kosaka (2002) defendió específicamente una Miao-Dai. Basándose en los cognados léxicos propuestos, defiende una relación genética entre las lenguas Hmong-Mien y las lenguas Kra-Dai. Además, sugiere que las similitudes entre el kra-dai y las lenguas austronesias se deben a un contacto areal posterior en las zonas costeras del este y sureste de China o a una relación ancestral más antigua (lenguas proto-asiáticas orientales).

### Japonés
Alexander Vovin (2014) propuso que la localización del Urheimat (patria lingüística) de las lenguas japónicas se encontraría en el sur de China. Vovin argumenta pruebas tipológicas de que el proto-japónico pudo ser una lengua monosilábica, de sintaxis SVO y aislante, que también son características de las lenguas kra-dai. Según él, estos rasgos comunes no se deben, sin embargo, a una relación genética, sino más bien al resultado de un intenso contacto.